# Eix radical
L'eix radical de dues circumferències no concèntriques és el lloc geomètric dels punts amb la mateixa potència respecte d'aquestes. El lloc geomètric dels punts amb igual potència respecte de dues circumferències concèntriques és el conjunt buit. altra circumferència concèntrica. L'eix radical és una recta perpendicular al segment lineal determinat pels dos centres de les circumferències, puix donat un punt de l'eix radical, el punt simètric respecte del segment que uneix els centres de les circumferències també tindrà la mateixa potència.
- Si les circumferències són exteriors, l'eix central es pot determinar unint els punts mitjans (M a la figura) dels segments determinats pels punts de contacte de les tangents a les circumferències (punts T1 i T2 a la figura).
- Si les circumferències són tangents, l'eix radical conté el punt d'intersecció d'ambdues circumferències i és perpendicular a la recta determinada pels centres de les circumferències.
- Si les circumferències són secants, l'eix radical conté els punts d'intersecció de les circumferències, ja que els dos tenen potència nul·la respecte de les circumferències.
- Si una de les circumferències és interior, es pot obtenir l'eix radical traçant una circumferència auxiliar secant a les circumferències donades (a en la figura). El punt d'intersecció dels eixos radicals auxiliars (C en la figura) té igual potència respecte a les circumferències donades, por tant, l'eix radical serà la recta que conté el punt C i és perpendicular a la recta determinada pels centres de les circumferències inicials. (S'ha d'elegir la circumferència auxiliar de forma que els eixos radicals auxiliars es tallen dins del del paper del dibuix).